# خوینرود (ورزقان)
خوینرود یا خویناروا یکی از روستاهای استان آذربایجان شرقی است که در دهستان بکرآباد بخش مرکزی شهرستان ورزقان واقع شده است. مردم این روستا به زبان آذری کهن سخن می‌گویند.